# Approximation de Schuster et Schwarzschild
L'approximation de Schuster et Schwarzschild des équations de transfert radiatif, aussi parfois appelée approximation à deux faisceaux ou encore « approximation à deux flux » est due à Arthur Schuster (1905) et Karl Schwarzschild (1906). C'est une approximation du problème unidimensionnel dans laquelle on suppose la luminance isotrope dans chaque demi-espace défini par la géométrie du problème.
Initialement mise au point pour les problèmes d'astrophysique, elle est utilisée pour le calcul des diffusions multiples dans les modèles climatiques et plus particulièrement les modèles de circulation générale tels que le modèle météorologique WRF. Cette simplification permet d'expliquer de nombreux effets qui ne peuvent être compris en ne considérant qu'une diffusion simple (par exemple, la luminosité du ciel, des nuages ou l'apparence d'objets lointains, etc.).
Elle est la base des méthodes dites « adding » ou « doubling-adding » permettant de juxtaposer plusieurs lames de propriétés identiques ou différentes, méthode introduite dès 1860 par George Gabriel Stokes dans le cas d'un milieu purement absorbant.

## Fonctionnement
Le flux est séparé en deux composantes, l'une descendante ou transmise et l'autre montante ou réfléchie. En notant μ l'angle d'incidence des rayons parallèles sur la couche considérée, μ0 l'angle zénithal et πF0 la valeur du flux par unité de surface perpendiculairement au rayon incidence, les deux flux sont définis de la façon suivante:{\displaystyle I^{+}(\mu )=\mu _{0}R(\mu ,\mu _{0})F_{0}}{\displaystyle I^{-}(\mu )=\mu _{0}T(\mu ,\mu _{0})F_{0}}Lorsque la couche est éclairée par en-dessous, les flux réfléchis et transmis correspondants sont notés de la façon suivante :
{\displaystyle I_{*}^{+}(\mu )=\mu _{0}R^{*}(\mu ,\mu _{0})F_{0}^{*}}{\displaystyle I_{*}^{-}(\mu )=\mu _{0}T^{*}(\mu ,\mu _{0})F_{0}^{*}}

Ce schéma présente les flux réfléchis et transmis dans l'approximation Two-Streams pour une couche isolée

Chaque colonne atmosphérique est décomposée en couches parallèles pour lesquels sont calculées les fonctions de transmission et de réflexion. En notant τ l'épaisseur optique d'une couche atmosphérique, les équations que doivent vérifier les deux flux prennent la forme, pour une couche parallèle isolée,:
{\displaystyle {\frac {dI^{+}}{d\tau }}=\gamma _{1}I^{+}-\gamma _{2}I^{-}-\pi F_{0}\omega _{0}\gamma _{3}e^{-\tau /\mu _{0}}}{\displaystyle {\frac {dI^{-}}{d\tau }}=\gamma _{2}I^{+}-\gamma _{1}I^{-}+\pi F_{0}\omega _{0}\gamma _{4}e^{-\tau /\mu _{0}}}
Où {\displaystyle \omega _{0}} est l'albédo et les {\displaystyle \gamma _{i}} des facteurs à déterminer.

## Applications
Une des premières applications de cette méthode concerne l'astrophysique et le problème de Milne.
Kubelka et Munk, dans un article paru en 1931, ont travaillé sur les couches de peinture afin de mieux comprendre les phénomènes optiques entrant en jeu (approximation de Kubelka-Munk). En 1948, Kubelka seul a généralisé la démarche entreprise en appliquant l'approximation à l'étude des propriétés optiques des matériaux diffusants.
Les cas d'utilisations de cette approximation restent actuellement principalement sur des problèmes liés à la modélisation atmosphérique, comme par exemple dans le modèle météorologique WRF.